# Sandokan numero 8
Sandokan numero 8 (サンダカン八番娼館 望郷?, Sandakan hachiban shōkan - Bōkyō) è un film del 1974 diretto da Kei Kumai. Fu candidato all'Oscar al miglior film straniero e vinse l'Orso d'argento per la migliore attrice, assegnato a Kinuyo Tanaka.
Il film è conosciuto internazionalmente come Sandakan No. 8, nonché il titolo originale ed effettivo. Nel film il "Sandakan No. 8" è il bordello dove l'anziana protagonista da giovane era stata costretta a lavorare. La traduzione italiana è incredibilmente erronea in quanto è diventato "Sandokan" e non "Sandakan".

## Riconoscimenti
- Premio Oscar
  - Candidatura all'Oscar al miglior film straniero
- Festival internazionale del cinema di Berlino
  - Orso d'argento per la migliore attrice (Kinuyo Tanaka)